# Ideología dominante
Ideología dominante o discurso dominante es la ideología o discurso que dominan frente a otras ideologías o discursos con los que compiten por lo que el marxismo denominó hegemonía cultural. Habitualmente es la ideología que defiende los intereses de las llamadas clases dominantes, aunque también puede imponerse como dominante (o "pensamiento único") la "corrección política" que implica la adopción de puntos de vista "del vencido" o de los oprimidos; que de otro modo son discursos minoritarios y marginales.
El concepto de lo "discursivo" está fuertemente relacionado con la "comunicación de ideas". En una sociedad como la sociedad posindustrial, una sociedad de la comunicación donde hay diferentes y numerosos "discursos", "relatos" o "narrativas" competitivas (particularmente en el ámbito de lo identitario, como pueden ser los del feminismo, el racismo, el nacionalismo, el comunalismo) que se disputan la hegemonía o "dominio discursivo" (discursive dominance); si ninguno de tales discursos competitivos se impone en la psyche de la gente, se produce la discordia (discord).
Un discurso dominante es una formación discursiva vencedora, la que sobrevive al mayor rango de críticas en distintos medios y foros.